# Lenkungsverwaltung
Als Lenkungsverwaltung bezeichnet man die Förderung und Steuerung von Bereichen des sozialen, wirtschaftlichen und kulturellen Lebens. Sie hängt eng mit den Begriffen der Ordnungsverwaltung, Leistungsverwaltung und Gewährleistungsverwaltung zusammen und ist von ihnen nicht genau zu trennen. Subventionsmaßnahmen sind zum Beispiel von ihrem Zweck her Instrumente der Lenkungsverwaltung, aber von der Wirkung für ihre Empfänger her eher der Leistungsverwaltung zuzuordnen.

## Beispiele
- Maßnahmen der Raumordnung
- Unterstützung strukturell schwacher Wirtschaftszweige (siehe auch Strukturpolitik)
- Förderung kultureller Bestrebungen (siehe auch Kulturförderung)

## Instrumente
- Planungsverwaltung
- Subvention